# Clossiana cynosoma
Clossiana cynosoma är en fjärilsart som beskrevs av Hans Fruhstorfer 1922. Clossiana cynosoma ingår i släktet Clossiana och familjen praktfjärilar. Inga underarter finns listade i Catalogue of Life.